# Lago Chivero
Lago Chivero es un embalse y lago artificial en el río Manyame, en el país africano de Zimbabue. Antes se llamaba lago McIlwaine en memoria del fallecido Sir Robert Mcllwaine, un exjuez de la Corte Suprema y fundador del movimiento de conservación de agua y tierras de Zimbabue.
Este cuerpo de agua esta en Harare, la capital de Zimbabue y constituye el principal suministro de agua de esa ciudad. El lago fue construido en dos años y medio y se abrió al público en 1952. La pared de la presa tiene 400 metros de largo.